# Ewald Iljenkow
Ewald Wasiljewicz Iljenkow (ros. Э́вальд Васи́льевич Илье́нков; ur. 18 lutego 1924 w Smoleńsku, zm. 21 marca 1979 w Moskwie) – radziecki filozof, doktor nauk filozoficznych (1968), badacz marksistowsko-leninowskiej dialektyki materialistycznej.

## Życiorys
W 1950 z wyróżnieniem ukończył studia na Wydziale Filozoficznym Moskiewskiego Uniwersytetu Państwowego i pozostał na uczelni na  aspiranturze, gdzie pod kierownictwem prof. Teodora Ojzermana napisał rozprawę  kandydacką pt. Niektórze zagadnienia dialektyki materialistycznej w pracy Karola Marksa „Przyczynek do krytyki ekonomii politycznej”. Twórczość Iljenkowa to bezpośrednia kontynuacja linii Platona, Arystotelesa, Kartezjusza, Spinozy, Leibniza, Kanta, Hegla, Marksa. Nadużywał alkoholu. Po przewlekłej depresji w marcu 1979 roku popełnił samobójstwo . Jednym z uczniów i pobratymców Iljenkowa był Siergiej Mariejew.

## Wybrane prace
- (pol.) Ewald W. Iljenkow. Logika dialektyczna. Szkice z historii i teorii (Państwowy Instytut Wydawniczy, 1978)